# Epimeliaden
De epimeliaden, epimeliden of simpelweg meliaden zijn dryaden (nimfen) uit de Griekse mythologie. Ze zijn beschermsters van appelbomen en fruitbomen in het algemeen.
Sommige schrijvers noemden hen de nimfen van de schapen, omdat het Griekse woord μῆλον (mēlon) zowel "appel" als "schaap" kan betekenen. Epimeliaden worden ook geassocieerd met de weides en graslanden. Het is niet bekend wie de ouders van deze nimfen zijn.